# Teatro Variedades (Madrid)
El teatro Variedades fue un teatro de la ciudad española de Madrid, situado en número 38 o 40 de la calle de la Magdalena, inaugurado a mediados del siglo XIX con el título de Teatro Supernumerario de la Comedia y en funcionamiento hasta su incendio el 28 de enero de 1888. Tenía un aforo de 813 personas y se ha señalado que en él se produjo el éxito del llamado «teatro por horas», además de haber sido descrito como «la personificación del género chico» y «el local más populachero de finales del siglo XIX». En 1866 la compañía de teatro «Bufos madrileños», de Francisco Arderíus, estrenó en el Variedades un espectáculo, El joven Telémaco, calificado con posterioridad como «sicalíptico», por la inclusión de mujeres ligeras de ropa en las representaciones.

## Historia

### Inicios del Variedades
El teatro Variedades madrileño se construyó sobre un antiguo juego de pelota, que terminó convirtiéndose en teatro en 1843; sufrió diversas reformas y su despegue tendría lugar hacia 1849 o 1850 con el estreno de la obra El duende; por entonces se le llamaba indistintamente Teatro Supernumerario de la Comedia o Teatro Variedades. 
Hacia 1854 el célebre escritor y cronista de la villa Ramón de Mesonero Romanos describió el teatro de la siguiente manera:

Teatro de Variedades. En una antigua sala de juego de pelota de la calle de la Magdalena núm. 40, con accesorias á la de la Rosa, tuvo lugar en 1843 la formacion de un teatrillo de segundo orden, que ampliado, y reconstituido despues en 1850 hasta el punto de convertirse en una linda sala capaz de 800 espectadores, llegó á obtener gran voga y favor del público y tuvo también la gloria de servir de cuna á la ópera española con la celebérrima zarzuela del Duende, que mereció el honor de ciento y mas representaciones consecutivas. Hoy abandonado de sus compañias favoritas, se dedica á la mágia y espectáculos de brocha gorda, con lo cual, sino inmortales laureles, alcanza por lo menor muy regulares entradas.
Ramón de Mesonero Romanos, Nuevo manual histórico-topográfico-estadístico y descripcion de Madrid, 1854.

### El teatro entre 1860 y 1868
Comenzó el año 1860, con Adelaide Ristori trabajando en el teatro. Después de Ristori vino una compañía de artistas cómico-líricos zuavos, fundadores del teatro Inkerman, de Crimea. Trabajaban en francés, y hacían indistintamente papeles de hombre y de mujer, porque no figuraban señoras en la compañía. Representaron Militaire et pensionaire, Pas de fumée sans feu, La corde sensible y otras obras. Generaron poca atracción y el precio de la butaca era de 20 reales. Los zuavos dejaron el teatro libre a una compañía francesa, en que figuraban Mlles. Potel y Menneray. Inauguraron la temporada con Les millons de la mansarde, Mlle. mon frèr, Le hougeoir, y la opereta L'ile de Calipso. En marzo hicieron Les deux merles blancs, traducida luego por Catalina para el teatro del Príncipe; y en abril, Le roman d'un jeune homme pauvre de Octave Feuillet, también arreglada después al teatro español con el título de La novela de la vida. Se habían aclimatado en este teatro de tal manera las compañías francesas, que durante mucho tiempo se anunciaba como «Theatre fránçais».
En 1861 los espectáculos que se ofrecían en este teatro justificaban el título de Variedades. Una compañía dramática española, que actuó durante corto tiempo, estrenó La paloma torcaz, primera producción de Martínez Pedrosa. Alfred Gastón dio algunas sesiones de ilusionismo, dirección de fluidos simpáticos o mnemotecnia. Vendados los ojos con un triple velo, leía lemas o pensamientos escritos por los espectadores. Luego vino un prestidigitador llamado Manicordi. Arjona, que había tomado el teatro, puso en escena La aldea de Son Lorenzo, drama arreglado del francés por José María García, con algún número de música escrito por Mollberg. Era un melodrama interesante, que representaba admirablemente Joaquín Arjona, por lo que dio bastante juego. En febrero vino otra compañía francesa, y Arjona se marchó con la suya al Novedades. Entre los artistas franceses figuraban Louise Periga, Marie Blinville, Alice Brunel, Corine Treneix, Celine Gayot, y los señores Jules Dorval, Stanislas, Bremens, Renaud y Delessart. «Mme. Periga — decía un gacetillero — es una actriz de excelente figura y distinguidas maneras; recita con limpieza, intención y claridad, y declama con verdadera inteligencia y talento.» Se presentó con Adriana de Lecovreur; fue muy aplaudida y llamada varias veces al palco escénico. En abril hizo La dama de las camelias de Alejandro Dumas (hijo) y gustó mucho. En septiembre se estableció Romea en este teatro con una compañía modestita, pero que interpretó maravillosamente algunas comedias, merced a las especiales condiciones del director. Componían el cuadro Carmencita Berrobianco, delgadita y de poca figura, pero dotada por la naturaleza de un gran talento artístico; Adelaida Zapatero, guapa y de mucha gracia picaresca; Javiera Espejo, también guapa, y Oigaz, especial para las características. Florencio Romea, aunque muy inferior a su hermano, sacaba bien los papeles de viejo, de galán cómico y de paleto; Perico Sobrado y Capo, este en especial en lo cómico; Pardiñas y Oltra, estudiosos, y Mario, joven de grandes esperanzas. Romea echó mano de su repertorio, y con algún estreno de más o menos importancia, defendía la temporada contando con la simpatía del público. La suerte le favoreció y tuvo un exitazo el 28 de noviembre de 1861 con La cruz del matrimonio, comedia en tres actos y en verso, de Luis Eguílaz, desempeñada por la Berrobianco, la Muñoz, la Orgaz y los dos Romeas. La prensa tributó elogios unánimes a esta comedia. Decía Eduardo Bastillo en el Museo Universal. «Esa obra, que, literariamente considerada, es una joya del teatro moderno, socialmente es una maestra en acción, que enseña con dulzura, sin gritar a sus discípulos; y moralmente, es un libro abierto que ningún siglo cerrará, porque en él hay páginas que, como las del Evangelio, son de todos los siglos».
Los versos de la comedia decaen a veces y hasta resultan ramplones; pero tuvo suerte Eguílaz, y uno de los más débiles trozos de la comedia le proporcionó una inesperada satisfacción económica, a resultas de haber citado una sociedad de crédito que se titulaba La Tutelar, de moda en aquel tiempo. Así, después de copiar estos versos, añadía un periódico: «Esta mención de La Tutelar ha bastado para que estos días muchas madres de familia acudan a las oficinas de aquella sociedad a asegurar el porvenir de sus hijos. El señor Uhagón, comprendiendo el gran beneficio que indeliberadamente ha hecho el señor Eguílaz a La Tutelar ha dirigido al poeta una delicadísima carta, rogándole que admita una suscripción por diez mil reales».
El 12 de diciembre fue recibido Romea por la reina Isabel, a la que ofreció un tomito de poesías del que era autor, y de camino le rogó que fuese a ver la obra de Eguílaz, a lo que accedió gustosa Isabel II, asistiendo el día 13. Romea, que era un poco celoso, deseando obscurecer la fama de su compañero Arjona, considerado hasta entonces como el mejor intérprete del teatro de Leandro Fernández de Moratín, anunció que iba a dar una serie de representaciones de las obras de este insigne escritor dramático, en un espacio de tiempo que titulaba la «semana de Moratín» poniendo en escena El harén, La comedia nueva o el café, El viejo y la niña, La mojigata y El sí de las niñas.
Julián Romea, con buen sentido literario, eligió para final de cada una de estas funciones, sainetes de Ramón de la Cruz, porque, en efecto, Moratín y Cruz, marchando por diferente camino, iban persiguiendo el mismo resultado, y les animaba igual propósito de presentar en escena la vida real y las costumbres de su época; pero discrepando del procedimiento elegido para conseguir el objeto, resultaron dos enemigos irreconciliables, de suerte que si Moratín hubiera levantado la cabeza, y desde su sepulcro hubiese visto que, en cierto modo, le equiparaban con Ramón de la Cruz, habría sufrido la más cruel de las decepciones. Según Carlos Cambronero, el trabajo de Cruz fue más beneficioso para el teatro que el de Moratín, sin que los críticos de entonces se dieran cuenta de ello. La llamada «semana de Moratín» comenzó el sábado 1 de febrero de 1862 y terminó el domingo 16 del propio mes, porque cada función se repitió dos o tres veces. Romea rebasó el nivel artístico de Arjona en este linaje de obras, y sobre todo en El café (que nosotros le vimos representar) se reconoció la supremacía del aquel actor sobre todos los que han interpretado la comedia. Ni podía haber más arte ni más naturalidad.  En marzo se representaron La última pincelada, drama en tres actos, por Carrasco de Molina, inspirado en un cuadro de Esquivel; La hermana de leche, comedia en tres actos, de Bretón de los Herreros, que, sin ser una obra modelo, estaba escrita con gracia, espontaneidad y frescura impropias de un hombre que había cumplido sesenta y seis años. En abril tocó Dios sobre todo, de Luis Mariano de Larra. El fondo de la idea parecía inspirado en El hombre de mundo. En diciembre se representó La corte de los milagros, comedia en tres actos de José Picón.
En enero de 1863 se representó Flor trasplantada, drama en tres actos de Moreno Gil, en que tomó parte la niña Matilde Franco; en febrero A Roma por todo, comedia en tres actos, de Manuel Juan Diana, el amigo íntimo del insigne hispanófilo alemán Juan Fastenrath; en marzo El hombre más feo de Francia, comedia ya conocida, que le valió un triunfo a Emilio Mario, y Los crepúsculos, en un acto, de Luis Eguílaz, comedia estrenada por Fernando Osorio en Valencia, y representada aquí por Mario, que hacía dos distintos personajes, uno de noventa años y otro de quince. Le acompañó Pepita Hijosa. En mayo, alentado Romea por el buen éxito que La almoneda del diablo había tenido en el Novedades, echó mano de la magia, y puso en escena Los encantos de Briján, en tres actos, prosa y verso, original de Gonzalo Meneses de Padilla, pseudónimo de un escritor cuyo nombre no pudimos averiguar. La obra salió bien porque tomaron parte en su desempeño Pepita Hijoisa y Emilio Mario; pero las transformaciones no complacieron a todos, por efecto de la escasa amplitud del escenario.
En noviembre Romea puso en escena el interesante drama El testamento, con que había hecho su salida al teatro. Nosotros tuvimos la satisfacción de verle y admirar sus excelentes dotes de buen actor, sobre todo, en la lectura del testamento. También representó La oración de la tarde, drama de Luis Mariano de Larra, una de sus obras favoritas. Para esta temporada había reformado Romea la compañía; estaba compuesta de Carmencita Berrobianco, Manuela Ramos, Javiera Espejo, Felipa Orgaz, Florencio Romea, Francisco Oltra, José Calvo, Jorge Pardiñas, Ricardo Morales, Emilio Mario y Antonio Vico. En octubre se presentó con El hombre de mundo Felipa Díaz, una actriz descrita por Cambronero como «nada más que aceptable, pero de extraordinaria belleza».
En septiembre de 1864 se marchó Mario a la Zarzuela, y vino en sustitución Tomás Infante, gracioso de la escuela antigua y muy sensato, aunque con poco nombre. Como Carmen Berrobianco era delgadita y de poca estatura, trajo Romea para hacer papeles de dama a Josefa Palma, esposa de Florencio, y para alternar con Berrobianco a Carmen Genovés. Durante el verano de este año de 1864 estuvo Romea a las puertas de la muerte, a causa de una grave enfermedad, y como había logrado conquistar simpatías personales entre el público, cuando reapareció en Variedades, el 19 de noviembre de 1864, se le tributó un cariñoso recibimiento que llegó a conmoverle haciendo que le saltasen las lágrimas. Aquella noche representó El hombre de mundo. Contrató de bailarina a la Nena, que, como se ha dicho, ya había perdido su preponderancia, y para que la acompañase, a Isidro Delgado Vilches. El director de orquesta era Cristóbal Oudrid y el precio de la butaca 14 reales. El teatro era pequeño y estaba decorado modestamente; la compañía no tenía pretensiones, pero todos cumplían bien; las obras estaban magistralmente ensayadas, y cuidaba la dirección de no poner en escena dramas superiores a las fuerzas de los actores y actrices encargados de ejecutarlos; así es que el público no dejaba de concurrir, y Romea se defendió tres años en Variedades, sin subvenciones, ni comisarios regios, ni reglamentos de real orden.
En 1865 se representó El corazón en la mano, comedia en tres actos de Enrique Pérez Escrich; en marzo Súllivan, con ovación a Romea. Cesó la compañía en abril, y vino la actriz italiana Carolina Civili, haciendo dramas y tragedias, que el público aplaudió con buena voluntad. Civili era guapa, tenía arrogante figura y declamaba bien, aunque sin poder substraerse a la exageración de la escuela italiana. Inauguró la campaña con La dama de las camelias, y después hizo, entre otras, Adriana María Juana y Los dos sargentos franceses y La loca de Tolón. Tenía cierta facilidad para pronunciar el castellano, y en mayo se determinó a representar en nuestro idioma una pieza titulada La casa de campo, con extraordinario éxito. En julio se despidió del público recitando, también en castellano, una poesía titulada «¡Adiós!», en medio de grandes aplausos. Animada Civili para adoptar esta lengua, formó en septiembre una compañía española que alternase con la italiana en las representaciones: pero, a causa de una epidemia de cólera, tuvo que cerrar el teatro, hasta que se cantó el Tedeum, y entonces reanudó sus tareas, haciendo con su tía, Adelaida Santoni, que se hallaba de paso en Madrid, María Stuardo, y luego, en castellano, con Benito Pardiñas, que era el primer actor de la compañía española, La hija del Almogávar, drama en tres actos, de Enrique Zumel. Civili pronunciaba bien el español; aunque no podía desechar cierto deje especial, parecido al de los valencianos o mallorquines; así es que el público no se puso enteramente de su parte. En febrero de 1866 hizo Doña Leonor Pimentel, en castellano, de Valcárcel. Civili estuvo bien; los demás, detestables. En abril vino a dar una serie de sesiones Benita Auguinet, a quien el público apreciaba mucho.
La aceptación que tuvo en la zarzuela Los dioses del Olimpo sugirió, sin duda, a Arderíus la idea de trasplantar en Madrid el género bufo, que tanto furor estaba haciendo en la capital de Francia, y habiéndole producido buena impresión la prueba que hizo en aquel teatro, en marzo y abril, se decidió a poner en práctica el negocio, tomando por su cuenta el teatro de Variedades que bautizó con el nombre de Bufos Madrileños. Abrió la temporada en septiembre con una obra en dos actos, de Eusebio Blasco y el maestro Rogel, titulada El joven Telémaco, que, en honor de la verdad, tuvo un éxito completamente satisfactorio y proporcionó al empresario buenas entradas. De esta zarzuela salió la denominación de suripantas a las coristas, por un coro de mujeres que imitando la eufonía griega con palabras desatinadas, cantaban de esta manera: «Suripanta la suripanta, macatrunqui de somatén, sunfáriben sunfaridon, melitónimen sonpén». Con Arderíus estaban Ruiz, Escríu, Orejón y Cubero, Sampelayo y Gómez, Bardan, Rey, Celsa Fontfrede y Hueto. Luego hicieron: Cubiertos a cuatro reales, de Ossorio y Bernard, con música de Inzenga, y Tanto corre como vuela, loa para celebrar el aniversario del nacimiento de Arderíus, por Manuel del Palacio, Eusebio Blasco y Eduardo Saco. Aparecía en escena, sobre un pedestal, el busto de Arderíus, con tal propiedad y una inmovilidad tan absoluta, que el público no pudo reconocer al actor en la aparente escultura, hasta que le vio salir del pedestal y bajar al proscenio para saludar a los espectadores. También se representaron El conjuro, entremés de Calderón de la Barca, refundido por Ayala, con música de Arrieta; El pavo de Navidad un apropósito de circunstancias, de Ricardo Puente y Brañas y Francisco Asenjo Barbieri. Un sarao y una soirée, 1801 y 1866, una caricatura en dos láminas, de Miguel Ramos Carrión y Eduardo Lustonó, con música de Emilio Arrieta, que gustó mucho.
En enero de 1867 tuvo lugar un gran concierto clásico bufo, parodia de los de Barbieri, por Arderíus, Escríu, Cubero y Orejón. También se representó Francifredo, Dux de Venecia, una zarzuela en dos actos, de Mariano Pina, con música de Rogel. En febrero tocó La trompa de Eustaquio, en un acto, arreglo de Juan Catalina, con música de García Vilamala, y en marzo Bazar de novias, también en un acto, de Pina y Oudrid, con tres bailables. En esta última obra, que tuvo mucha aceptación, se distinguió Celsa Fontfrede. También hubo una exhibición del prestigiditador Luis Ari, así como la interpretación de la obra La suegra del diablo, de Blasco y Arrieta. En octubre se interpretó Compañía de declamación, dirigida por José Mata, que era un buen autor, en la que figuraban Enriqueta Lirón, María Ruiz, Julia Cirera, Mercedes Aznar, Pizarroso, Boldún, Juan Mela, Ricardo Calvo, Eduardo Maza y Antonio Riquelme. El director de orquesta era Lázaro Núñez Robres; y la butaca costaba doce reales. En noviembre hicieron un Tenorio, muy aceptable, Mata y la Lirón. También Hernán Cortés, un drama en un acto, primera producción del joven Carlos Jiménez Placer, que gustó al público.
En febrero de 1868 actuó una compañía francesa de operetas y vodeviles. Dieron a conocer Mr. Chofleuri restera chez lui le..., que luego se tradujo con el título de La soriée de Cachupín. El director era Mr. Prioleau. El teatro estuvo muy favorecido. Hicieron Orphée aux enfers y La vie parisiense, ambas de Offenbach. Aunque de apellido alemán, Offenbach era francés, y escribía música ligerita y agradable, que consiguió vulgarizarse aquí, en poco tiempo, tanto como la de Barbieri. En septiembre se formó una compañía de declamación, compuesta de María Rodríguez y de Navarro; Pedro Delgado, Ibarra, Zamacois, Pepe García y Medel, teniendo de apuntador a Enrique Rodríguez Solís. Les sorprendió la Revolución de 1868 sin haber realizado ningún estreno.

### Incendio del Variedades

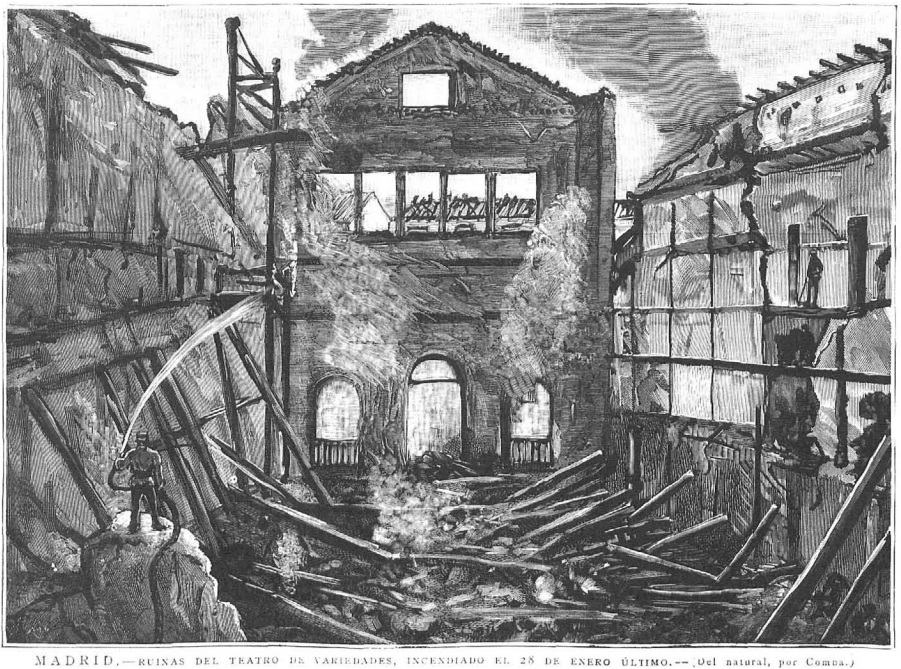
Ruinas del teatro Variedades; dibujo del natural por Juan Comba, publicado en La Ilustración Española y Americana el 8 de febrero de 1888.

La noche del 28 de enero de 1888, el fuego consumió el edificio, como volvería a ocurrir en el teatro El Dorado la noche del 19 de julio de 1903. A esta lista seguirían otros incendios catastróficos en locales de la capital de España: el 9 de noviembre de 1909 en la Zarzuela, la noche del 18 de abril de 1915 en el teatro de la Comedia, el 29 de enero de 1920 en el Gran teatro de Madrid, el 10 de diciembre de 1927 en el teatro Barbieri, el 23 de septiembre de 1928 el teatro Novedades y el 19 de octubre de 1975 en el teatro Español. Algunos, como este último (antiguo corral de comedias y sede del teatro nacional), se reconstruyeron, otros desaparecieron para siempre.